# Langues mosetenanes
Les langues mosetenanes  sont une petite famille de langues amérindiennes d'Amérique du Sud, parlées dans l'Est de la Bolivie.

## Classification
La classification interne des langues mosetenanes est discutée. On considère le plus souvent que deux langues existent, le mosetén et le chimane. Pour Sakel, le mosetén est une seule langue isolée, avec trois dialectes mutuellement intelligibles, le chimane, le mosétén de Covendo et le mosetén de Santa Ana. Cependant elle remarque que Mosetenes et Chimanes se considèrent comme deux groupes ethniques distincts.
- Le mosetén
- Le chimane